# 松尾官平
松尾 官平（まつお かんぺい、1927年1月25日 - 2013年7月30日）は、日本の政治家。位階は従三位、勲等は勲一等。参議院議員（通算4期）、参議院副議長（第22代）、沖縄開発政務次官（第1次中曽根内閣）、労働政務次官（第2次中曽根第2次改造内閣）、参議院環境特別委員長、青森県議会議員（5期）などを歴任した。

## 来歴・人物
青森県三戸郡三戸町出身。中央大学法学部中退後、青森県議会議員を経て、寺下岩蔵の死去に伴う欠員補充となる1980年6月の参議院青森地方区補欠選挙に自由民主党公認で立候補し初当選。以降、当選4回。自民党内では田中→竹下派に属した。
1993年6月には、小沢一郎、羽田孜らと共に自民党を離党し、同年結成の新生党に参加した。1994年12月には、新進党結成に参加。新緑風会結成で代表に就任した。
1995年8月から1998年7月まで参議院副議長を務めた。1998年の参院選には立候補せず、政界から引退した。同年11月の秋の叙勲で勲一等に叙され、瑞宝章を受章する。
2013年7月30日、心原性脳塞栓症のため、死去した。86歳没。死没日付をもって従三位に叙された。

## 選挙歴
| 当落                        | 選挙                     | 施行日        | 選挙区       | 政党                   | 得票数  | 得票率 | 得票順位 /候補者数 | 比例区 | 比例順位 /候補者数 |
| --------------------------- | ------------------------ | ------------- | ------------ | ---------------------- | ------- | ------ | ------------------ | ------ | ------------------ |
| 当                          | 第11回参議院議員補欠選挙 | 1980年6月1日  | 青森県地方区 | 自由民主党             | 239,087 | 58.0   | 1/3                | -      | -                  |
| 当                          | 第13回参議院議員通常選挙 | 1983年6月26日 | 青森県選挙区 | 自由民主党             | 217,639 | 37.7   | 1/5                | -      | -                  |
| 落                          | 第15回参議院議員通常選挙 | 1989年7月23日 | 青森県選挙区 | 無所属                 | 177,516 | 26.2   | 2/5                | -      | -                  |
| 当                          | 第14回参議院議員補欠選挙 | 1991年2月24日 | 青森県選挙区 | 自由社会を守る国民会議 | 240,129 | 50.0   | 1/3                | -      | -                  |
| 当                          | 第16回参議院議員通常選挙 | 1992年7月26日 | 青森県選挙区 | 自由民主党             | 263,540 | 54.7   | 1/3                | -      | -                  |
| 当選回数4回 （参議院議員4） |                          |               |              |                        |         |        |                    |        |                    |